# Pintor de Atenas 533
El Pintor de Atenas 533 fue un ceramógrafo ático del siglo VI a. C. Fue uno de los miembros más tardíos del Grupo Comasta, que combinó la forma más moderna de las copas de comastas con elementos característicos de las copas de Grecia oriental (líneas muy finas  pintadas en el interior del pie hueco).
Su estilo de figuras se aproxima al que aparece en las copas de Siana. Decora sus copas dejando a veces  el exterior de un solo color.
El vaso que le da su nombre combina el refinamiento de la antigua forma de las copas de comastas con la pintura de un tondo decorado con figuras en el interior, lo que no había estado presente en Atenas más que en los lécanes. El borde de círculos finos proviene probablemente del estilo de copas sin figuras. En lo concerniente a la representación de animales, sus leones parecen un cruce entre leones corintios y los del Pintor KX, mientras que sus palmetas hacen pensar en las copas de Siana y en las de los Pequeños maestros.